# Melliera chorotega
Melliera chorotega är en bönsyrseart som beskrevs av Rehn 1935. Melliera chorotega ingår i släktet Melliera och familjen Mantidae. Inga underarter finns listade i Catalogue of Life.